# هربرت لانجه
هربرت لانجه (بالألمانية: Herbert Lange)‏ هو معذب ‏ ألماني، ولد في 29 سبتمبر 1909 في Menzlin ‏ في ألمانيا، وتوفي في 20 أبريل 1945 في بيرناو باي برلين في ألمانيا.